# Lista de episódios de The Last of Us
Esta é a lista de episódios de The Last of Us, uma série de televisão americana pós-apocalíptica produzida pela HBO baseada na franquia de jogos eletrônicos de mesmo nome criada pela Naughty Dog. O enredo traz a história dos personagens Joel (Pedro Pascal) e Ellie (Bella Ramsey), a qual ambos viajam ao longo dos Estados Unidos em sentido ao hospital em Salt Lake City, em busca da milícia chamada Vaga-Lumes. Durante o trajeto a dupla enfrenta vários desafios, desde a Infectados pelo fungo Cordyceps a outros grupos de sobreviventes.
Nos Estados Unidos, a série estreou em 15 de janeiro de 2023. Em 27 de janeiro de 2023, após a exibição de apenas dois episódios, a HBO confirmou a renovação da série para a segunda temporada. Em dia 9 de abril de 2025, quatro dias antes da estreia do segundo ano, a HBO renovou a série para a terceira temporada.

## Resumo
| Temporada | Temporada | Episódios | Episódios | Originalmente exibido | Originalmente exibido |
| Temporada | Temporada | Episódios | Episódios | Estreia da temporada  | Final da temporada    |
| --------- | --------- | --------- | --------- | --------------------- | --------------------- |
|           | 1         | 9         | 9         | 15 de janeiro de 2023 | 12 de março de 2023   |
|           | 2         | 7         | 7         | 13 de abril de 2025   | 25 de maio de 2025    |

## Episódios

### 1ª temporada (2023)
| N.º na série | N.º na temp. | Título                                                                        | Dirigido por  | Escrito por                  | Exibição original       | Audiência nos EUA (milhões) |
| --- | ------------ | ----------------------------------------------------------------------------- | ------------- | ---------------------------- | ----------------------- | --------------------------- |
| 1 | 1            | "When You're Lost in the Darkness" "Quando Estiver Perdido na Escuridão" (BR) | Craig Mazin   | Craig Mazin e Neil Druckmann | 15 de janeiro de 2023   | 0,588                       |
| Em 2003, um fungo que torna suas vítimas sedentas de sangue e infecta aqueles que atacam, infecta o mundo. Pai e solteiro, Joel Miller foge com sua filha Sarah quando o fungo começa a se espalhar, no entanto, ela é morta por um soldado que os ataca, ele, no entanto, é salvo por seu irmão Tommy. Vinte anos depois, o fungo devastou o mundo. Joel mora na zona de quarentena de Boston, rigidamente administrada pela Agência Federal de Resposta a Desastres (FEDRA) com sua parceira Tess Servopoulos como contrabandistas. Quando Tommy não consegue contatá-los de sua localização em Wyoming, eles tentam comprar uma bateria de carro de um comerciante local, mas ela é vendida aos Vaga-Lumes, um grupo rebelde que se opõe à FEDRA. Indo recuperá-lo, eles descobrem que o acordo para a bateria deu errado, e Marlene, líder ferida dos Vaga-Lumes implora a Joel e Tess para levarem a jovem Ellie Williams rumo ao Capitólio Estadual de Massachusetts e entregá-la aos Vagalumes em troca de insumos. Logo antes de sair da zona de quarentena, eles são flagrados por um soldado a quem Joel trafica drogas, ao resolver testá-los quanto à infecção fúngica, Ellie o esfaqueia antes que possa chegar sua vez revelando sua infecção positiva, obrigando que Joel o espanque até a morte quando ele tenta atirar nela. Tess percebe que Ellie está infectada, mas ela promete a eles que não se transformou nas três semanas desde que foi contaminada pelo fungo. |              |                                                                               |               |                              |                         |                             |
| 2 | 2            | "Infected" "Infectados" (BR)                                                  | Neil Druckman | Craig Mazin                  | 22 de janeiro de 2023   | 0,633                       |
| No dia do surto, em Jacarta, na Indonésia, uma micologista fica sabendo da pandemia cada vez mais próxima e aconselha o governo a bombardear a cidade visando retardar a propagação. No presente, Ellie explica que está sendo transportada ao oeste na esperança de ser usada para encontrar uma cura. Descobrindo que o caminho que deveriam ir está repleto por uma horda de infectados, o grupo, composto por Ellie, Joel e Tess, corta caminho por um museu, mas são atacados por dois estaladores, infectados cegos porém com sensibilidade auditiva que produzem um barulho assustador, simulando um estalo. Um deles morde Ellie antes que Joel e Tess o matem. Apesar de Tess ter revelado uma torção no tornozelo, eles acabam chegando ao destino inicial, o Capitólio Estadual de Massachusetts, mas aqueles que haviam de encontrar, os Vaga-Lumes, haviam sido abatidos por infectados. Tess revela que foi mordida e estava infectada, todavia, a de Ellie estava cicatrizando, provando sua imunidade. Joel atira em um infectado, contudo, conforme fora revelado antes por Joel, o fungo possuí uma espécie de inteligência e comunicabilidade pelo subsolo tornando possível que ele avise a grande horda de infectados a localização do grupo, levando-os a irem correndo em direção a Joel, Tess e Ellie no Capitólio. Visando ajudá-los em seus últimos momentos, Tess convence Joel a escapar com Ellie enquanto ela fica para trás e explode o prédio, matando a si mesma e à horda. |              |                                                                               |               |                              |                         |                             |
| 3 | 3            | "Long, Long Time" "Por Muito, Muito Tempo" (BR)                               | Peter Hoar    | Craig Mazin                  | 29 de janeiro de 2023   | 0,747                       |
| No presente, ainda precisando de uma bateria, Joel e Ellie seguem em busca de Bill, velho amigo de Joel, parando em um dos esconderijos de Joel antes, onde Ellie encontra um infectado imobilizado e o mata lentamente após estudá-lo. Em busca de uma contexualização de Bill, a série realiza um flashback para revelar sua história, um sobrevivente astuto que constrói uma determinada fortaleza em torno de sua casa e vizinhança em Lincoln até que em 2007, um homem tropeça em uma das armadilhas construídas por ele, e apesar da suspeita, ao constatar que ele não está infectado, o forasteiro, chamado Frank acaba acolhido por Bill e eles constroem um relacionamento amoroso passando a viver juntos. Todavia, com o passar do tempo, Frank contata Tess e por conseguinte, Joel, pelo rádio e os casais iniciam uma tênue amizade com troca de favores e suprimentos, como medicamentos e sementes. Um pouco mais em direção ao presente, Frank e Bill continuando sobrevivendo, até mesmo de invasões, mas chega um momento em que Frank, sentindo as consequências de um distúrbio neuromuscular degenerativo em estágio avançado e incurável, solicita a Bill que o sacrifique após eles se casarem no mesmo dia, mas Bill, satisfeito com sua vida até aquele momento, também suicídida-se. Alguns dias depois, Joel e Ellie chegam à Lincoln e descobrem uma carta que Bill deixou para Joel, onde ele afirma que proteger Frank é o que deu sentido à sua vida após o surto e descobrem que Joel herdou seu caminhão e todos os seus suprimentos, inclusive armas. Joel decide ir à procura de Tommy e convida Ellie para se juntar a ele antes de irem em busca ao laboratório, destino dela. |              |                                                                               |               |                              |                         |                             |
| 4 | 4            | "Please Hold to My Hand" "Por Favor, Segure a Minha Mão" (BR)                 | Jeremy Webb   | Craig Mazin                  | 5 de fevereiro de 2023  | 0,991                       |
| Viajando pelo Missouri a caminho de Wyoming, Joel e Ellie pegam um atalho pelas ruínas de Kansas City quando são emboscados por bandidos. Joel mata dois deles, mas um terceiro consegue dominá-lo e quase estrangulá-lo até a morte antes que Ellie o salve atirando no homem com sua arma que mantinha escondida dele. Mais bandidos, liderados por Kathleen, encontram os corpos; Ela, acreditando que Joel e Ellie estão em contato com um homem chamado Henry, buscado por ela, ordena uma caçada. O segundo na linha de comando de Kathleen, Perry, encontra evidências de infectados cavando seu caminho em direção a cidade, mas Kathleen ordena que ele o esconda até que encontrem Henry. Joel encontra um arranha-céu onde ele e Ellie decidem passar a noite até que possam encontrar uma saída de Kansas City. Eles com Henry e seu irmão Sam os ameaçando com uma arma apontada em suas respectivas direções. |              |                                                                               |               |                              |                         |                             |
| 5 | 5            | "Endure and Survive" "Resistir e Sobreviver" (BR)                             | Jeremy Webb   | Craig Mazin                  | 10 de fevereiro de 2023 | 0,382                       |
| Após um impasse entre Henry e Sam com Joel e Ellie, Henry propõe que ele possa ajudá-los a escapar da cidade usando túneis subterrâneos; Joel concorda apesar de demonstrar hesitação. Henry admite a Joel que foi o responsável pela captura e morte do irmão de Kathleen em troca de um medicamento para o tratamento da leucemia de Sam. Após saírem dos túneis, o grupo é atacado por um franco-atirador. Joel o mata, mas descobre que ele trabalhava com Kathleen; ela logo chega com sua milícia, e diversos carros, um deles um caminhão anti barricada cujo motorista, ao ser acertado por Joel perde o controle e bate numa casa e afunda no solo. Enquanto Kathleen se prepara para matar Henry, que se entrega após ele e as duas crianças estarem encurraladas, uma grande horda de infectados pelo buraco feito pelo caminhão, incluindo um grande "bloater", um infectado de estágio avançado gigante, que mata Perry; por sua vez, Kathleen é morta por um estalador criança. Sam mostra a Ellie que foi mordido por um infectado, ela tenta usar seu sangue para curá-lo, todavia, na manhã seguinte, o Sam infectado ataca Ellie, fazendo com que Henry o mate. Percebendo o que fez, Henry comete suicídio. Joel e Ellie os enterram e continuam sua jornada. |              |                                                                               |               |                              |                         |                             |
| 6 | 6            | "Kin" "Parentesco" (BR)                                                       | Liza Johnson  | Neil Druckmann               | 19 de fevereiro de 2023 | 0,841                       |
| Três meses após as mortes de Henry e Sam, Joel e Ellie chegam a uma pequena comunidade próspera em Jackson, Wyoming, onde Joel se reencontra com Tommy, cuja esposa Maria está grávida. Ellie fica sabendo do destino de Sarah através de Maria. Joel confidencia a Tommy sobre a imunidade de Ellie e seu próprio estado mental em declínio. Joel pede a Tommy que leve Ellie aos Vaga-lumes, pois tem medo de não conseguir mantê-la em segurança. Ellie ouve a conversa e confronta Joel, que insiste em que seguirão caminhos separados. Joel muda de ideia após se lembrar de Sarah, e ele e Ellie viajam a cavalo até o Colorado. Eles descobrem que os Vaga-lumes abandonaram sua base, possivelmente se mudando para um hospital em Utah. Joel e Ellie tentam escapar de um grupo de saqueadores. Quando um deles ataca Joel, Joel o mata, mas é esfaqueado durante a luta. Joel e Ellie escapam dos outros, mas Joel logo desmaia e cai do cavalo, deixando Ellie incerta sobre como proceder. |              |                                                                               |               |                              |                         |                             |
| 7 | 7            | "Left Behind" "O Que Deixamos Para Trás" (BR)                                 | Liza Johnson  | Neil Druckmann               | 26 de fevereiro de 2023 | 1,083                       |
| Ellie e Joel ferido se abrigam em uma casa abandonada. Enquanto Joel se aproxima da morte, ele implora para que Ellie o deixe. Ellie lembra do tempo em que estava na escola militar FEDRA, que frequentava com sua melhor amiga Riley. Enquanto Ellie causava problemas e brigava com seus colegas, Riley fugiu e está desaparecida há três semanas. Riley retorna sorrateiramente ao dormitório delas e revela a Ellie que se juntou aos Fireflies. Ela leva Ellie a um shopping abandonado, onde exploram uma cabine fotográfica, um fliperama e um carrossel. Riley diz a Ellie que os Fireflies a designaram para um posto em Atlanta e que é sua última noite em Boston. Ellie fica chateada, mas convence Riley a ficar e elas se beijam. Um infectado ataca as duas e Ellie o mata, mas ambas são mordidas durante a luta. Chorando, elas decidem ficar juntas e esperar a infecção se manifestar. No presente, Ellie encontra uma agulha de costura e costura o ferimento de Joel. |              |                                                                               |               |                              |                         |                             |
| 8 | 8            | "When We Are in Need" "Quando Mais Precisamos" (BR)                           | Ali Abbasi    | Craig Mazin                  | 5 de março de 2023      | 1,039                       |
| Ellie deixa Joel, que ainda está se recuperando, para caçar comida. Depois de atirar em um veado, ela segue o animal ferido e encontra um pregador, David, e seu companheiro de caça James. Ela troca seu veado por penicilina. David revela que o homem que esfaqueou Joel era um membro de seu grupo; Ellie sai para tratar Joel. No dia seguinte, ela descobre que David e seus homens a seguiram para se vingarem de Joel. Ela foge para desviá-los, mas é capturada. No acampamento de David, ele revela que tem alimentado seu grupo com carne humana. Enquanto isso, Joel acorda e tortura alguns dos homens de David para descobrir onde Ellie está. David e James tentam matar Ellie, mas ela mata James e escapa; David a persegue e tenta estuprá-la, mas ela o mata com um cutelo. Joel encontra uma Ellie traumatizada do lado de fora do centro comunitário queimado da seita e a conforta. |              |                                                                               |               |                              |                         |                             |
| 9 | 9            | "Look for the Light" "Procure a Luz" (BR)                                     | Ali Abbasi    | Craig Mazin & Neil Druckmann | 12 de março de 2023     | 1,040                       |
| Em um flashback, a mãe de Ellie, Anna, é mordida por um infectado enquanto dá à luz Ellie. Ela é encontrada por Marlene, que relutantemente pega Ellie e mata Anna a pedido desta última. No presente, Joel conta a Ellie sobre sua tentativa fracassada de suicídio após a morte de Sarah. Soldados dos Vagalumes capturam Ellie e deixam Joel inconsciente. Depois que Joel acorda em um hospital, Marlene explica que os médicos estão preparando Ellie para uma cirurgia na esperança de desenvolver uma cura, e Joel protesta quando percebe que o procedimento irá matá-la. Marlene ordena que Joel seja levado embora. Ele escapa e mata vários soldados dos Vagalumes, incluindo aqueles que se rendem, e mata o cirurgião de Ellie por resistir. Joel carrega Ellie inconsciente do hospital. Marlene os intercepta, afirmando que ainda há tempo para encontrar uma cura, mas Joel atira e a mata. Quando Ellie acorda, Joel mente e diz a ela que os Vagalumes já falharam em desenvolver uma cura com outras pessoas imunes. Enquanto caminham até Jackson, Ellie insiste que Joel jure que sua história sobre os Vagalumes é verdadeira. Quando ele o faz, ela responde "Ok". |              |                                                                               |               |                              |                         |                             |

### 2ª temporada (2025)
| N.º na série | N.º na temp. | Título                                         | Dirigido por       | Escrito por                                 | Exibição original   | Audiência nos EUA (milhões) |
| ------------ | ------------ | ---------------------------------------------- | ------------------ | ------------------------------------------- | ------------------- | --------------------------- |
| 10           | 1            | "Future Days" "Dias Futuros" (BR/PT)           | Craig Mazin        | Craig Mazin                                 | 13 de abril de 2025 | 0.938                       |
| 11           | 2            | "Through the Valley" "Através do Vale" (BR/PT) | Mark Mylod         | Craig Mazin                                 | 20 de abril de 2025 | ASD                         |
| 12           | 3            | ASA                                            | Peter Hoar         | Craig Mazin                                 | 27 de abril de 2025 | ASD                         |
| 13           | 4            | ASA                                            | Kate Herron        | Craig Mazin                                 | 4 de maio de 2025   | ASD                         |
| 14           | 5            | ASA                                            | Stephen Williams   | Craig Mazin                                 | 11 de maio de 2025  | ASD                         |
| 15           | 6            | ASA                                            | Neil Druckmann     | Neil Druckmann & Halley Gross & Craig Mazin | 18 de maio de 2025  | ASD                         |
| 16           | 7            | ASA                                            | Nina Lopez-Corrado | Neil Druckmann & Halley Gross & Craig Mazin | 25 de maio de 2025  | ASD                         |